# (5146) Moiwa
(5146) Moiwa es un asteroide perteneciente al cinturón de asteroides, descubierto el 28 de enero de 1992 por Seiji Ueda y el astrónomo Hiroshi Kaneda desde el Kushiro Marsh Observatory, Hokkaido, Japón.

## Designación y nombre
Designado provisionalmente como 1992 BP. Fue nombrado Moiwa en homenaje al monte Moiwa en Japón, es muy popular entre desportistas aficionados a esquiar y excursionistasya que ofrece una vista excepcional de la ciudad de Sapporo.

## Características orbitales
Moiwa está situado a una distancia media del Sol de 2,744 ua, pudiendo alejarse hasta 3,164 ua y acercarse hasta 2,324 ua. Su excentricidad es 0,152 y la inclinación orbital 13,88 grados. Emplea 1660,68 días en completar una órbita alrededor del Sol.

## Características físicas
La magnitud absoluta de Moiwa es 12,7.